# 드로마테리움과
드로마테리움과(Dromatheriidae)트라이아스기 후기 인도, 북미, 유럽에 살았던 키노돈트이다. 드로마테리움의 화석은 주로 이빨인, 이빨 화석은 초기 프로조스트로돈트류에서는 일반적이었다.